# Fritz Zwicky
Fritz Zwicky (Varna, Bugarska, 14. veljače 1898. – Pasadena, Kalifornija, 8. veljače 1974.), švicarski astronom sa sjedištem u Americi. Originalan mislilac, s mnoštvom značajnih doprinosa u teorijskoj i promatračkoj astronomiji.
Sastavio Katalog galaktika i galaktičkih skupova.

## Skica životopisa
Fritz Zwicky rođen je u Varni u Bugarskoj. Roditelji su mu bili Švicarci. Otac mu je bio bugarski veleposlanik u Norveškoj. Visoko obrazovanje iz matematike i eksperimentalne fizike stekao je na Švicarskom saveznom institutu za tehnologiju u Zürichu, Švicarska, a 1925. emigrira u Sjedinjene Države gdje na Kalifornijskom institutu za tehnologiju (Caltech) surađuje s Robertom Millikanom . Zaslužan je za iznošenje brojnih kozmoloških teorija koje su bile od temeljnog značenja za naše današnje razumijevanju svemira. Na Caltechu je 1942. postavljen za profesora astronomije, a također je radio kao istraživački ravnatelj i savjetnik za Inženjersku korporaciju Aerojet (1943. – 1961.) i član tima na Opservatoriju Mount Wilson i Palomaru najvećim dijelom svoje karijere. Stvorio je neke od najranijih mlaznih motora i poznat je kao "otac suvremenoga mlaznog motora." Registrirao je više od 50 patenata, od kojih se mnogi odnose na mlazni pogon, a izumio je i dvodijelni mlazni potisni motor, preokrenuti hidropuls, stapni mlazni i mlazom potpomognuti uzlet (JATO).
U travnju 1932. Fritz Zwicky vjenčao se s Dorothy Vernon Gates, pripadnicom ugledne lokalne obitelji, kćeri senatora Egberta Gatesa. Njezin je novac poslužio za financiranje Opservatorija Palomar u vrijeme Velike ekonomske krize. Zwicky i Dorothy su se prijateljski razveli 1941. godine i ona se divila njegovu intelektu sve do svoje smrti 1988. godine. On je pak ostao doživotni prijatelj sa svojim pašancem Nicholasom Rooseveltom, nećakom Franklina Delana Roosevelta i američkim poslanikom u Mađarskoj. Godine 1947. Zwicky se u Švicarskoj vjenčao s Annom Margarithom Zurcher, s kojom je imao tri kćeri, Margrit, Franzisku i Barbarinu. Unuci su mu Christian Thomas Pfenninger, Ariella Frances Pfenninger i Christian Alexander Fritz Zwicky. Muzej Zwicky u Landesbibliotheku, Glarus, čuva veliki broj njegovih dokumenata i znanstvenih radova, a zaklada Fritz Zwicky Stiftung u Švicarskoj pronosi njegove ideje koje se odnose na morfološku analizu.
Zwicky je umro u Pasadeni 6. veljače 1974., samo 6 dana prije svojega 76. rođendana, a sahranjen je u Mollisu, Švicarska, selu u kojemu je odrastao.

## Poveznice
Klasificiranje galaksija#Zwickyjeva klasifikacija